# Rhipidomys latimanus
Rhipidomys latimanus é uma espécie de roedor da família Cricetidae.
Pode ser encontrada nos seguintes países: Colômbia e Equador.